# Donacoscaptes dumptalis
Donacoscaptes dumptalis là một loài bướm đêm trong họ Crambidae.